# Leptogyra bujnitzkii
Leptogyra bujnitzkii là một loài ốc biển, là động vật thân mềm chân bụng sống ở biển thuộc họ Turbinidae.

## Phân bố
Loài này phân bố ở vùng biển châu Âu.